# Green Dam Youth Escort
Il Green Dam Youth Escort è un particolare software di tipo filtro famiglia sviluppato per Windows nella Repubblica Popolare Cinese. Originariamente, in virtù di una direttiva del Ministero dell'Industria e dell'Information Technology (MIIT) con effetto dal 1º luglio 2009, era obbligatorio avere sia il software pre-installato, o il file di installazione su un disco di accompagnamento compatto, per tutti i nuovi personal computer venduti in Cina, inclusi quelli importati dall'estero. Successivamente, questa direttiva è stata cambiata su base volontaria. Gli utenti finali, quindi, non sono obbligati ad utilizzare questo software.